# Vestal (Nueva York)
Vestal es un pueblo ubicado en el condado de Broome en el estado estadounidense de Nueva York. En el año 2000 tenía una población de 26.535 habitantes y una densidad poblacional de 65.8 personas por km².

## Geografía
Vestal se encuentra ubicado en las coordenadas 42°05′04″N 76°03′12″O / 42.08444, -76.05333.

## Demografía
Según la Oficina del Censo en 2000 los ingresos medios por hogar en la localidad eran de $51,098, y los ingresos medios por familia eran $60,676. Los hombres tenían unos ingresos medios de $48,731 frente a los $29,035 para las mujeres. La renta per cápita para la localidad era de $22,363. Alrededor del 7.1% de la población estaban por debajo del umbral de pobreza.